# Guzowata
Guzowata (niem. Hopp Berge, czes. Božanovský vrch) – wzniesienie (501 m n.p.m.) w Górach Stołowych, położone około 2 km na zachód od Radkowa, w  województwie dolnośląskim, w powiecie kłodzkim, w gminie Radków. Na wzniesieniu znajduje się taras widokowy a u podnóża zalew.
W ramach Festiwalu Góry Literatury na tarasie widokowym odbywają się spotkania z pisarzami, w których uczestniczyli m.in.: Wojciech Bonowicz, Julia Fiedorczuk, Grzegorz Gauden, Jakub Kornhauser, Karol Maliszewski, Magdalena Rabizo-Birek, Filip Springer, Klementyna Suchanow.

## Szlaki turystyczne
U stóp wzniesienia prowadzi  szlak turystyczny z Radkowa do Pasterki.